# Прості числа-близнюки
Прості числа-близнюки — пара простих чисел, різниця між якими дорівнює 2. 
Найменшими простими числами-близнюками є:
0-500:
(3, 5), (5, 7), (11, 13), (17, 19), (29, 31), (41, 43), (59, 61), 
(71, 73), (101, 103), (107, 109), (137, 139), (149, 151), (179, 181), (191, 193),
(197, 199), (227, 229), (239, 241), (269, 271), (281, 283), (311, 313), (347, 349),
(419, 421), (431, 433), (461, 463).
501-1000:
(521, 523), (569, 571), (599, 601), (617, 619), (641, 643), (659, 661), (809, 811), 
(821, 823), (827, 829), (857, 859), (881, 883).

## Властивості
- Всі пари простих близнюків крім (3, 5) мають вигляд {\displaystyle 6n\pm 1\,}.

Справді для будь-якої пари простих чисел-близнюків число, що знаходиться між ними очевидно є парним. Також воно ділиться на 3, оскільки з трьох послідовних чисел одне має ділитися на три. З цих двох тверджень випливає, що воно також буде ділитися на 6, тоді два сусідніх числа будуть мати вигляд {\displaystyle 6n\pm 1\,}.
- Числа m, m + 2 є простими числами-близнюками тоді і тільки тоді коли:

{\displaystyle 4((m-1)!+1)\equiv -m{\pmod {m(m+2)}}.}
Дійсно {\displaystyle 4((m-1)!+1)+m\equiv 0{\pmod {m(m+2)}}.} виконується в тому і тільки тому випадку коли виконуються рівності:
- {\displaystyle 4((m-1)!+1)+m\equiv 0{\pmod {m}}}
- {\displaystyle 4((m-1)!+1)+m\equiv 0{\pmod {(m+2)}}}

Перша з цих рівностей еквівалентна {\displaystyle ((m-1)!+1)\equiv 0{\pmod {m}}} , що згідно з теоремою Вілсона виконується тоді і тільки тоді коли m просте число.
У другій рівності домножимо обі частини на m. Після елементарних перетворень одержуємо:
{\displaystyle 4m!+4m+m^{2}\equiv 0{\pmod {(m+2)}}}
Неважко помітити, що остання рівність виконується в тому і лише тому випадку коли {\displaystyle m!\equiv 1{\pmod {(m+2)}}}, що згідно з варіантом теореми Вілсона еквівалентно твердженню, що число m + 2 — просте.
- Теорема Бруна: ряд із сум чисел обернених до чисел-близнюків збігається:

{\displaystyle B_{2}=\left({\frac {1}{3}}+{\frac {1}{5}}\right)+\left({\frac {1}{5}}+{\frac {1}{7}}\right)+\left({\frac {1}{11}}+{\frac {1}{13}}\right)+\left({\frac {1}{17}}+{\frac {1}{19}}\right)+\ldots \approx 1.902160583104}
Число, що є сумою ряду називається константою Бруна.

## Найбільші відомі прості близнюки
На даний час найбільшою відомою парою простих близнюків є 3756801695685 · 2666669 ± 1. Десять найбільших відомих пар:
- {\displaystyle 3756801695685\cdot 2^{666669}\pm 1} (200700 цифр)
- {\displaystyle 65516468355\cdot 2^{333333}\pm 1} (100355 цифр)
- {\displaystyle 2003663613\cdot 2^{195000}\pm 1} (58711 цифр)
- {\displaystyle 194772106074315\cdot 2^{171960}\pm 1} (51780 цифр)
- {\displaystyle 100314512544015\cdot 2^{171960}\pm 1} (51780 цифр)
- {\displaystyle 16869987339975\cdot 2^{171960}\pm 1} (51779 цифр)
- {\displaystyle 33218925\cdot 2^{169690}\pm 1} (51090 цифр)
- {\displaystyle 22835841624\cdot 7^{54321}\pm 1} (45917 цифр)
- {\displaystyle 1679081223\cdot 2^{151618}\pm 1} (45651 цифр)
- {\displaystyle 84966861\cdot 2^{140219}\pm 1} (42219 цифр)

## Гіпотеза про нескінченність
Однією з знаменитих відкритих проблем теорії чисел є скінченність чи нескінченність простих близнюків. Інтуїтивно більшість математиків схиляються до думки про існування нескінченної кількості таких чисел, проте цей факт залишається недоведеним.

### Гіпотеза Гарді—Літлвуда
За гіпотезою Гарді-Літлвуда кількість {\displaystyle \pi _{2}(x)} пар простих близнюків, що не перевищують x, асимптотично наближається до
{\displaystyle \pi _{2}(x)\sim 2C_{2}\int \limits _{2}^{x}{\frac {dt}{(\ln t)^{2}}}}
де {\displaystyle C_{2}} — константа простих-близнюків:
{\displaystyle C_{2}=\prod _{p\geq 3}\left(1-{\frac {1}{(p-1)^{2}}}\right)\approx 0.66016118158468695739278121100145\ldots }

## Прості числа-триплети
Послідовність простих чисел (p, p+2, p+6) або (p, p+4, p+6) називається триплетом.
Перші прості числа-триплети :
(5, 7, 11), (7, 11, 13), (11, 13, 17), (13, 17, 19), (17, 19, 23), (37, 41, 43), (41 , 43, 47), (67, 71, 73), (97, 101, 103), (101, 103, 107), (103, 107, 109), (107, 109, 113), (191, 193 , 197), (193, 197, 199), (223, 227, 229), (227, 229, 233), (277, 281, 283), (307, 311, 313), (311, 313, 317 ), (347, 349, 353), (457, 461, 463), (461, 463, 467), (613, 617, 619), (641, 643, 647), (821, 823, 827), (823, 827, 829), (853, 857, 859), (857, 859, 863), (877, 881, 883), (881, 883, 887).
На даний час найбільшими відомими простими числами-триплетами є:
(p, p+2, p+6), де p = 2072644824759 × 233333 − 1 (10047 цифр, листопад, 2008, Norman Luhn, François Morain, FastECPP).